# 庫亞利尼克
47°43′40″N 29°33′31″E / 47.72778°N 29.55861°E
庫亞利尼克（烏克蘭語：Куяльник）是位於烏克蘭西南部的村莊，由敖德萨州波季利斯克区的庫亞利尼克市鎮負責管轄，並為該市鎮的行政中心。該村始建於1810年，面積0.77平方公里，海拔高度241米，2011年人口1,482，人口密度每平方公里1,924.68人。